# Parc de Mladen Stojanović
El Parc de Mladen Stojanović és el parc urbà més gran de Banja Luka, República Sèrbia, Bòsnia i Hercegovina. Està situat a la comunitat local de Rosulje, a prop del Carrer del doctor Mladen Stojanovic, i ocupa una superfície de 10 hectàrrees. La vegetació del parc es conserva molt bé tot l'any. És un lloc on se celebren diverses activitats, hi ha atletes professionals que hi entrenen i també és una zona d'esbarjo familiar. Hi ha les pistes de tennis on se celebren partits puntuables per l'ATP.